# Getty Kaspers

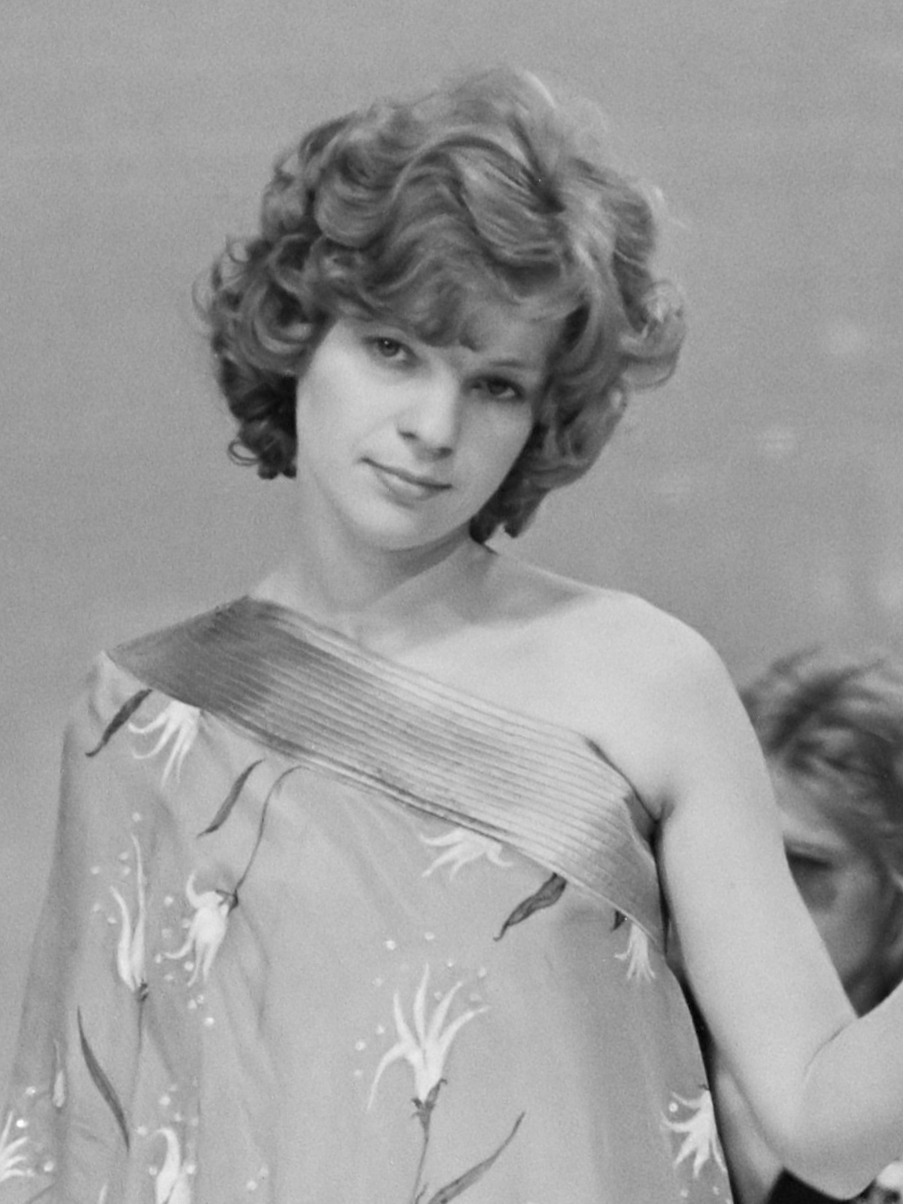
Getty Kaspers (1975)

Getty Kaspers (* 5. März 1948 in Graz) ist eine niederländische Sängerin, die in Österreich aufgewachsen ist. 1975 gewann sie mit der Band Teach-In für die Niederlande den Eurovision Song Contest.

## Leben
Kaspers wurde in Graz als Tochter eines Steirers und einer Niederländerin geboren. Ihre Mutter gab sie jedoch in ein Kinderheim ab. Bis sie 16 Jahre alt war, wurde sie von einer Pflegefamilie in der oststeirischen Stadt Weiz aufgezogen. Dann nahm ihre leibliche Mutter sie mit in die Niederlande und sie erhielt den niederländischen Pass.
Mit 18 begann Kaspers eine Gesangskarriere und trat der Gruppe Teach-In bei, die eine Sängerin suchte. Die Songs „Fly Away“ und „In The Summernight“ erreichten die niederländischen Charts.
Ein Jahr nach ABBAs Sieg beim Song Contest nahm Teach-In in Stockholm teil und gewann mit dem Lied „Ding-a-dong“ den europäischen Gesangswettbewerb 1975. Wenig später trat Kaspers aus der Formation aus, sie fühlte sich ausgebrannt. Nach einer kurzen Solokarriere beendete sie auch diese. Getty Kaspers zog nach Portugal, heiratete einen Niederländer, ging nach Weiz zurück. Als ihr Mann starb, zog sie in die Niederlande, wo sie heute noch lebt.